# Satchelliella vandeli
Satchelliella vandeli és una espècie d'insecte dípter pertanyent a la família dels psicòdids que es troba a Europa: els Pirineus a Andorra i França.